# Coordination intercommunautaire contre l'antisémitisme et la diffamation
La Coordination intercommunautaire contre l’antisémitisme et la diffamation ou en abrégé CICAD est une organisation intercommunautaire juive de lutte contre l’antisémitisme et la diffamation en Suisse.

## Objectifs
Parmi ses objectifs figurent la lutte contre le négationnisme, la défense de l’image d’Israël lorsqu’elle est diffamée, dont « la lutte contre l’antisémitisme déguisé en critique d’Israël », la préservation de la mémoire de la Shoah ainsi que l'application de la loi suisse contre le racisme.
Pour cela, elle dispose d'un budget de 1,5 à 1,8 million de francs par an

## Historique
La coordination est fondée en 1991.
Depuis 1998, ses rapports de lutte contre l'antisémitisme sont disponibles sur son site.
Depuis 2014, elle est présente au salon du livre et de la presse de Genève.
Le 20 avril 2009, elle organise une commémoration pour les victimes de la Shoah qui réunit 3 000 personnes.

### 2011
En 2011, elle déplore que le Conseil central islamique suisse (CCIS) ait utilisé le symbole de l'étoile jaune dans l'annonce de manifestations contre l'islamophobie. Elle attaque Dominique Ziegler pour un de ses articles d’opinion publié dans le journal Le Courrier,, évoquant la possibilité que cette organisation soit une couverture pour un lobby pro-israélien, ce que nie l'organisation. L'association sort une bande dessinée nommée Préjugés décrivant 12 épisodes de l'antisémitisme à travers les âges qui sera remis aux écoles suisses romandes. L'ouvrage a été supervisé par Joël Kotek. Ce projet a reçu 30 000 fr de subventions de l'État de Genève,.
Elle tance un enseignant vaudois, Bernard Junod, qui a posé, lors d'un voyage que la CICAD organise annuellement, avec une boîte de nasi goreng devant l'entrée du camp de concentration d'Auschwitz et qui a mis la photo en ligne sur son profil Facebook. L'enseignant est licencié peu après.
En mars 2012, la CICAD publie son rapport annuel 2011 sur l’antisémitisme en Suisse romande. Il recense 130 actes antisémites, ce qui représente une augmentation par rapport aux années précédentes. Son président, Alain Bruno Lévy déclare craindre « une banalisation de l’antisémitisme » et relève « une résurgence des préjugés et des théories du complot ». Le rapport aborde aussi la problématique de l’expression de l’antisémitisme sur les blogs et les commentaires de sites internet des médias et salue une récente prise de position du Conseil suisse de la presse, qui condamne l’anonymat des internautes. Il souligne par ailleurs l’implantation de groupuscules d’extrême droite en Suisse romande.

### 2016
Le rapport annuel 2017 recense 153 actes antisémites en Suisse romande.

### 2018
Le rapport annuel 2018 recense 150 actes antisémites en Suisse romande.

### 2019
En février 2020, la CICAD recense 114 actes antisémites en Suisse romande dans son rapport annuel 2019. Parallèlement, son premier rapport sur toute la Suisse est publié avec la Fédération Suisse des Communautés Israélites et celui ci répertorie 485 incidents et 105 propos limites proférés pour 90% sur les réseaux sociaux comme Twitter et Facebook et que : « Nonobstant la norme antiraciste, la loi suisse permet en toute impunité :
- L’existence de partis ouvertement racistes
- La diffusion et la vente d’objets nazis
- L’organisation de rassemblements comme des concerts néo-nazis « privés », clairement antisémites et racistes
- D’arborer des signes rappelant le fascisme et le nazisme »[20]

## Critiques

### 2011
En 2011, après Dominique Ziegler, Hani Ramadan dénonce l'incapacité de la CICAD à se démarquer des "crimes du gouvernement israélien".